# محلية الكرمك
محلية الكرمك (بالإنجليزية: Al Kurumik District)‏ إحدى محليات ولاية النيل الأزرق، السودان.